# Kōbe-Moschee

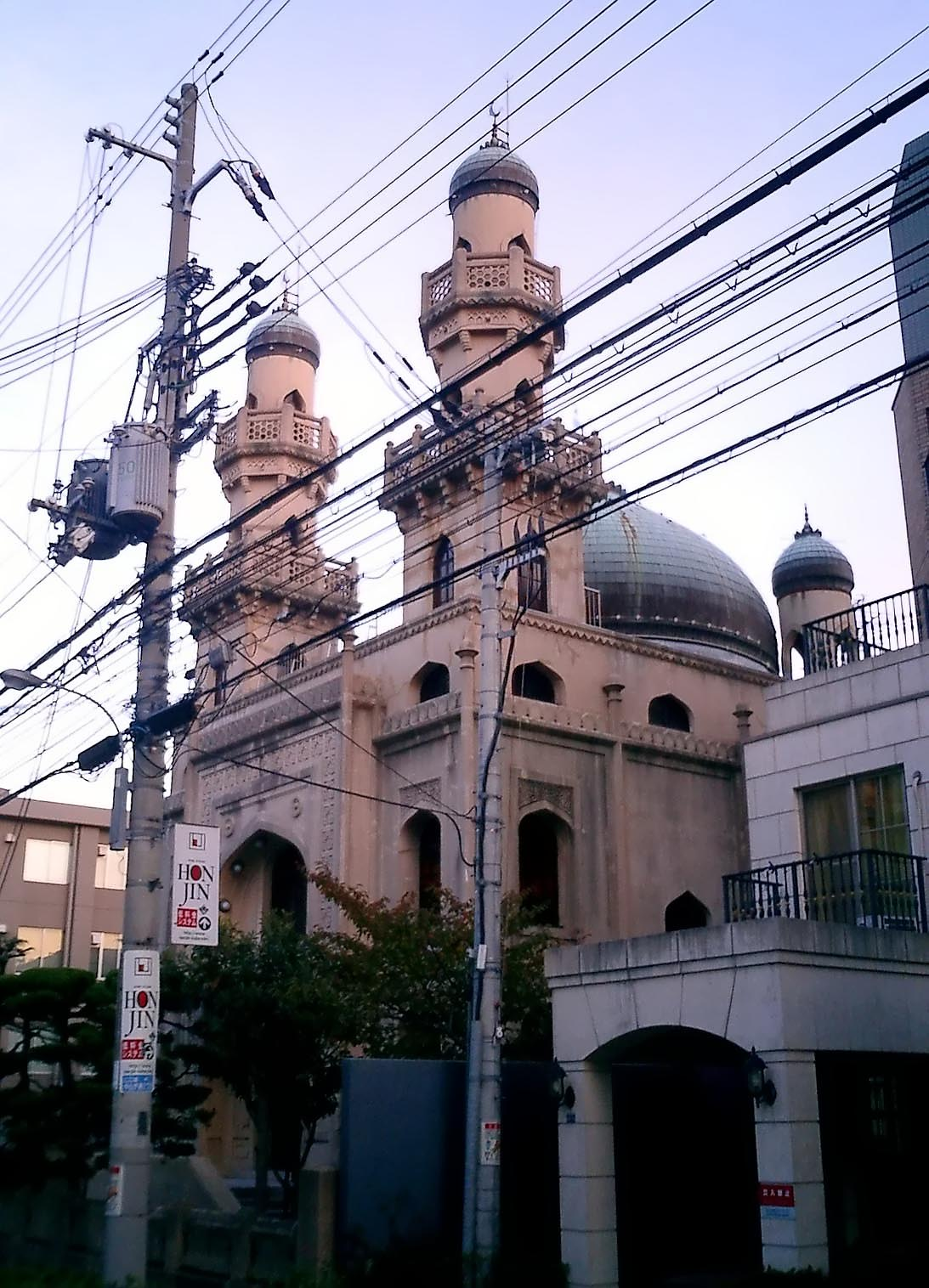
Kōbe-Moschee, 13. September 2005

Die Kōbe-Moschee (jap. 神戸モスク, Kōbe-mosuku; in Kōbe auch bekannt als 神戸回教寺院, Kōbe-kaikyō-jiin, zu Deutsch etwa „Kōbe-Islam-Tempel“) ist eine Moschee im historischen Fremdenviertel Kitano-chō des Stadtbezirks Chūō-ku der japanischen Stadt Kōbe, etwa 10 Minuten zu Fuß vom Bahnhof Sannomiya entfernt.
Da die Moschee von Kōbe bislang die einzige Moschee im Kansai-Gebiet ist, zieht sie traditionell viele der dort lebenden Muslime der kleinen japanischen Gemeinde, aber auch muslimische Touristen in Japan an. Angeboten werden neben den wichtigen islamischen Zeremonien und Ritualen unter anderem Arabisch-, Koran- und Hadith-Kurse.

## Geschichte
Die Gründung der Kōbe-Moschee geht ins Jahr 1928 zurück, als dem, im selben Jahr gegründeten, Islamischen Komitee für Kōbe vom Shōwa-tennō die Erlaubnis zum Bau einer Moschee in Kōbe erteilt wurde. Der Bau wurde mit Spenden aus Indien finanziert und seine Durchführung dem tschechischen Architekten Jan Josef Švagr (1885–1969) überantwortet, der die Moschee nach türkischem Vorbild entwarf, da turkische Immigranten aus der Sowjetunion nach der Oktoberrevolution einen Großteil der islamischen Gemeinde in Kōbe ausmachten.
Die Moschee wurde im Oktober 1935 fertiggestellt und eingeweiht. Sie ist damit die älteste Moschee auf japanischem Boden.
Gegen Ende des Zweiten Weltkriegs wurde sie von der Kaiserlich Japanischen Marine requiriert. Ihr Keller diente dem Militär als Bunker während alliierter Bombenangriffe.